# Mafija
Mafija, v italijanščini tudi Cosa Nostra (»naša stvar«), je tajna kriminalna organizacija. Prve mafijske skupine so se pojavile sredi 19. stoletja na Siciliji, izven Italije pa koncem 19. stoletja na vzhodni obali ZDA, kot posledica imigracije italijanskega prebivalstva v to državo.